# Texas Hold 'em

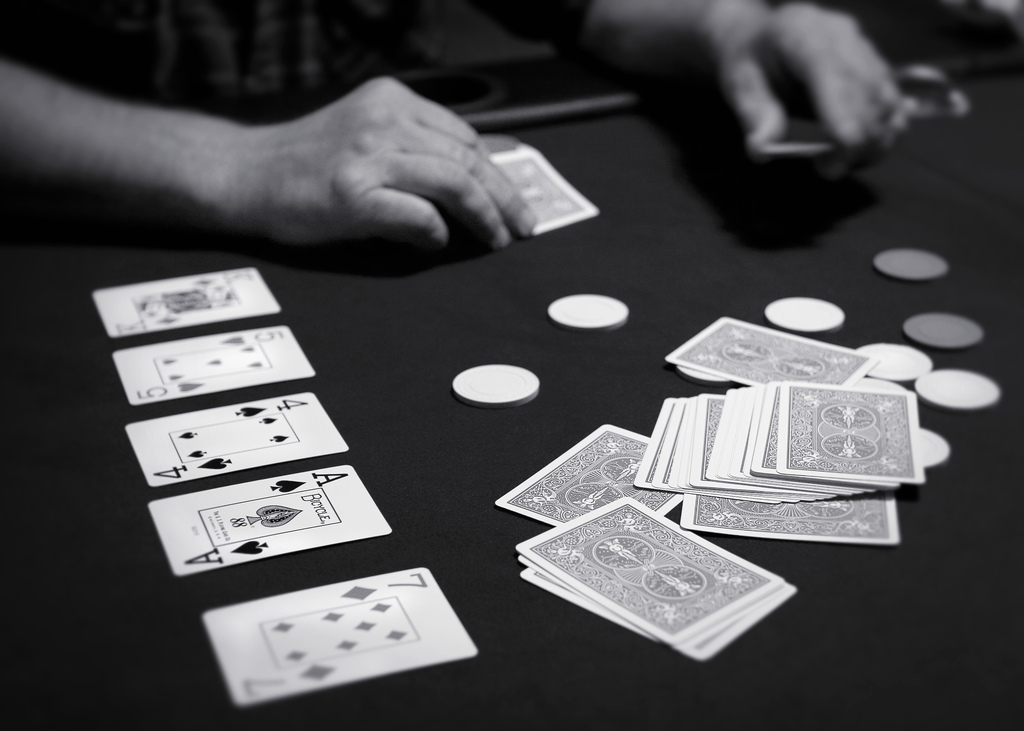
Texas hold 'em.

Texas Hold 'em is de bekendste en meest voorkomende variant van poker. Deze variant is zo populair dat het doorgaans bedoeld wordt als men over poker spreekt. De grootste pokerevenementen ter wereld zijn meestal Texas Hold 'em evenementen, denk hierbij aan het World Series Of Poker Main Event en het EPT Main Event. Ook in de wereld van online poker is Texas Hold 'em veruit het meest populair en daarom de reden dat de grote online aanbieders voornamelijk pokertoernooien en cashgames aanbieden in deze variant. Naast Texas Hold 'em is Pot Limit Omaha de meest populaire vorm van Poker.

## Spelverloop
Het doel van het spel is om de hoogst mogelijke kaartcombinatie te maken. De speler doet dit door 5 kaarten te kiezen uit 2 eigen gesloten kaarten en 5 gemeenschappelijke open kaarten. De speler mag kiezen om twee, één of geen van zijn eigen kaarten te gebruiken. Van tevoren zijn er afspraken gemaakt over de spelvorm en inzetlimieten. Texas Hold'em wordt gespeeld met één stok (Engels: deck) van 52 kaarten.
In grote toernooien is er vaak iemand die elke ronde de kaarten deelt: een dealer, die doet niet mee aan het spel. In kleinere toernooitjes delen de spelers vaak zelf. Als markering heeft deze dealer een schijf voor zich liggen, de dealerbutton. Deze schijf schuift na elke hand met de klok mee door naar de volgende speler.
Eerst worden er door de dealer twee dichte kaarten uitgedeeld (hole cards of pocket cards) aan elke speler: kloksgewijs één kaart per speler, beginnend bij de speler direct links naast de dealer, waarna elke speler nog een kaart krijgt. De speler direct links naast de dealer is verplicht om een bepaald bedrag in te zetten (de small blind of kleine blind) en degene die 2 posities links van de dealer zit, legt standaard de big blind (grote blind, meestal het dubbele van de small blind) in. De functie van de blinde inzetten is het starten van de biedronde. De bedragen verschillen per toernooi of cashgame. In een toernooi worden de blinds vaak na een tijdsperiode verhoogd. Om de inzet extra te verhogen wordt er soms ook nog een ante ingezet. Dit is een verplichte inzet voor alle spelers, voordat er kaarten zijn gedeeld. In het geval dat er (nog) twee spelers spelen, een zogenaamde heads up situatie, zet de persoon met de dealerbutton de small blind in en de andere speler is de big blind. Volgende hand draaien de rollen om.
Als de big en de small blind hun verplichte bedrag hebben geplaatst, begint de eerste ronde van het inzetten. De speler links van de big blind is als eerst aan zet en heeft drie mogelijkheden. Hij beslist of hij de vereiste inzet (de big blind) inlegt (call) en gaat spelen. Tevens kan een speler beslissen om de inzet te verhogen (een raise). De derde mogelijkheid is om te passen (fold), hij legt de kaarten weg en hoeft geen geld in te zetten. Hij speelt dan niet mee deze ronde. Als hij past hoeft hij zijn kaarten niet te laten zien, om zo zijn spelstrategie geheim te houden. Het inzetten gaat net zo lang door totdat elke speler die wil spelen hetzelfde bedrag heeft ingezet.
Na deze eerste inzetronde legt de dealer eerst de bovenste kaart van het deck blind weg (een burn). Dit is tegen het merken van de kaarten. Nu draait hij drie gemeenschappelijke kaarten om, in het poker ook wel de flop genoemd. Opnieuw kunnen de spelers hun kansen inschatten (welke combinaties zijn mogelijk?) en bepalen wat ze doen. De speler direct links van de dealer (de originele small blind, als hij niet gefold heeft) mag nu kiezen of hij verder speelt zonder een bedrag in te zetten (check) of in gaat zetten (bet). De andere spelers kunnen ook checken (als voor hen nog niet een bet gemaakt is) of kunnen meegaan met de inzet (een call), een inzet verhogen (een raise), of passen (een fold).
Na de tweede inzetronde en als iedereen weer evenveel geld heeft ingelegd, wordt er, na de bovenste kaart van het deck blind weg gelegd te hebben, een vierde gemeenschappelijk kaart omgedraaid (de turn), gevolgd door weer een inzetronde.
Na wederom de bovenste kaart van het deck blind weg gelegd te hebben, draait de dealer de vijfde kaart om (de river) en volgt de afsluitende inzetronde.
Na deze laatste inzetronde volgt de showdown (nadat iedere speler hetzelfde bedrag heeft ingezet) en worden de kaarten van de spelers met elkaar vergeleken. Als er iemand een agressieve actie heeft ondernomen op de river (een bet of een raise) begint deze speler met de showdown en dan linksom verder. In het geval dat iedereen gecheckt heeft op de river begint de speler direct links van de dealer met het laten zien van zijn kaarten. De speler met de beste kaartcombinatie van vijf kaarten wint de pot. Is een hand van een speler lager dan een reeds getoonde hand dan mag de speler deze blind weggooien (muck). Bij een gelijke pokerhand wordt de pot tussen deze spelers verdeeld, een zogenoemde split pot. Is de combinatie van kaarten die op tafel liggen hoger dan elke speler zelf kan maken, dan volgt er ook een split pot tussen de spelers nog in de hand. Als twee of meer spelers in de showdown zitten, moet een speler beide pocketkaarten tonen om aanspraak te maken op de pot, ook al zou één kaart al genoeg zijn voor een winnende hand.
Bij een spelletje thuis wil het weleens voorkomen dat de dealer de burn vergeet of een andere fout maakt. Voor afhandeling van zulke 'dealerfouten', zie Dealerfout (poker).

## Inzetstructuren
Er zijn verscheidene varianten van Texas Hold'em. De meest gebruikte zijn Limit, No Limit en Pot Limit Hold'em.
Bij Limitpoker mag men preflop en na de flop slechts evenveel raisen als de big blind, en na de turn en river precies zoveel als twee keer de big blind. Slechts 3 verhogingen mogen totaal gedaan worden per biedronde. Afhankelijk van de lokale regels mag op de turn en/of river oneindig vaak verhoogd worden; soms alleen als er op turn en/of river nog maar twee spelers over zijn (heads up).
Bij No Limit mogen spelers op elk moment hun hele stapel fiches inzetten.
Bij Pot Limit poker mag men net zoveel verhogen als de grootte van de pot.
Wel moet men bij No Limit en Pot Limit minimaal net zo veel inzetten als de laatste verhoging. Deze verhoging is minimaal de big blind.
Als een speler niet genoeg chips meer heeft om de complete verhoging te callen, of wanneer een speler bij No Limit al zijn chips in wil zetten, gaat deze speler all-in. Dit betekent dat hij al zijn chips inzet. Een speler die all-in is kan niet meer passen en doet altijd mee aan de showdown. Wel heeft een speler slechts recht op dat deel van de pot waar hij in mee speelt.
Een voorbeeld: speler 1 zet €20,- in. Speler 2 heeft nog maar €5,- en gaat all-in. Speler 3 heeft wel €20,-, als hij mee wil is hij verplicht de complete raise te callen, hij mag niet net zoals speler 2 slechts €5,- inzetten, aangezien hij meer dan €20,- heeft. Hij callt. Speler 4 foldt. Nu worden er twee potten gecreëerd. Een zogenaamde mainpot, de pot waar de speler die all-in is recht op heeft, en een sidepot, waar alleen de anderen recht op hebben. In dit geval bestaat de mainpot dus uit 3× €5,- dus €15,-. De sidepot bestaat dan uit 2× €15,-, dus €30,-. De blinds en eventuele antes worden toegevoegd aan de mainpot.
Als speler 2 uiteindelijk de beste hand heeft en dus wint, krijgt hij slechts de mainpot die bestaat uit €15,- (plus de blinds, de eventuele antes). Voor de sidepot worden de handen van speler 1 en 3 bekeken; wie van hen de beste hand heeft, wint de sidepot. Als speler 1 of 3 de beste hand van alle drie heeft, wint hij zowel de mainpot als de sidepot. In theorie is het mogelijk dat er meerdere sidepots zijn bij een bepaalde hand. Dit kan gebeuren als er twee of meer spelers all-in gaan. Eventuele ondeelbare winsten gaan naar de speler die het dichtst links naast de dealer zat.

## Texas Hold 'em in Nederland
In Nederland mag alleen poker voor geld aangeboden worden in het Holland Casino. Deze pokerspellen richten zich voornamelijk op Texas Hold 'em. Het is niet illegaal om poker te spelen in een huiselijke sfeer of bijvoorbeeld in een kroeg, alleen is het hierbij niet toegestaan om te spelen om geld. Toch zijn er buiten het Holland Casino om mogelijkheden om Texas Hold 'em te spelen in een professionele setting. Een voorbeeld hiervan is het ONK Poker (Open Nederlands Kampioenschap Poker), waarbij Texas Hold 'em evenementen worden georganiseerd door het hele land, om uiteindelijk een winnaar te bekronen in een landelijke finale. Deze toernooien zijn wat meer toegankelijk voor de recreatieve Texas Hold 'em speler dan het pokeren in een casino.

## Varianten
PineappleIn feite exact hetzelfde spel als Texas Hold 'em, alleen krijgt hierin iedere speler drie in plaats van twee gesloten kaarten. Van die drie kaarten kiest iedere speler er voor de flop twee waarmee hij verder wil spelen. De derde gooit hij weg. Vervolgens verloopt het spel hetzelfde als Texas Hold 'em.
Crazy PineappleVergelijkbaar met Pineapple, alleen kiest iedere speler hierin na de flop met welke van zijn drie kaarten hij verder wil spelen en welke hij weggooit.
Omaha HighTwee verschillen met Texas Hold 'em: in plaats van twee pocketkaarten krijgen de spelers vier pocketkaarten gedeeld. Waar men bij THM alle kaarten kan gebruiken om de beste pokerhand van vijf kaarten te maken is men bij Omaha High verplicht twee van de vier pocketkaarten te gebruiken naast drie communitykaarten.
Omaha High/Low (Hold'em)Vergelijkbaar met Omaha High. Anders dan bij Omaha High, geldt hier niet alleen de hoogste combinatie van kaarten, maar is er ook een (mogelijke) lage combinatie die wint. Hiervoor dient men een hand te maken zonder paar waarvan alle kaarten lager zijn dan de 9. Naar een eventuele straight of flush wordt bij het bepalen van de "low hand" niet gekeken. Indien er een lage hand aanwezig is, zal de pot gedeeld worden door de winnende hoge én lage hand. De lage en hoge hand kunnen bij één en dezelfde persoon voorkomen.